# Psolicucumis
Psolicucumis is een geslacht van zeekomkommers uit de familie Cucumariidae.

## Soorten
- Psolicucumis nocturna (Sluiter, 1901)

Niet geaccepteerde namen
- Psolicucumis apneumona Heding, 1934 = Psolicucumis nocturna